# Noël de Mille
Noël James de Mille (ur. 29 listopada 1909 w Quebecu, zm. 6 marca 1995 w Debenham) – kanadyjski wioślarz, brązowy medalista olimpijski.
Wystąpił na igrzyskach olimpijskich w Los Angeles w 1932, gdzie razem z Charlesem Prattem zdobył brązowy medal w dwójce podwójnej. W wyścigu finałowym walkę o srebrny medal rozegrali z osadą niemiecką o 4,8 sekundy. Był to jego jedyny start olimpijski.
W trakcie II wojny światowej służył jako oficer (flight lieutenant) w Royal Air Force. Po wojnie osiedlił się w Wielkiej Brytanii, w 1938 wziął ślub z Ailsą Christine Ogilvie, potomkinią króla Szkocji i Anglii Jakuba I Stuarta.